# Тереза Тіллі
Тереза Тіллі (англ. Theresa Tilly), при народженні Тереза Мері Кетрін Сейферт (англ. Theresa Mary Catherine Seyferth; 6 листопада 1953, Детройт, Мічиган) — американська акторка, комікеса, кінопродюсерка й танцюристка.

## Біографія
Тереза Мері Кетрін Сейферт народилася 6 листопада 1953 року в Детройті (штат Мічіган, США). 
Дебютувала в кіно в 1981 році під псевдонімом Сара Йорк роллю Шеллі у фільмі «Зловісні мерці». Всього Тіллі зіграла у понад 100 фільмів, телесеріалів, п'єс та рекламних роликів. У 2007 році спродюсувала два короткометражні фільми за мотивами «Зловісних мерців». У 2016 році виконала роль Анни Вінтерс у фільмі «Американська байка», за яку отримала премію на кінофестивалі «Indie Memphis Film Festival».Також виступала у стендапі у своєму рідному Детройті. Виступала як тануюристка в Лас-Вегасі у співака Пола Лікрісіо та гурту «His Many Moods».

## Вибрана фільмографія
| Рік  |   | Українська назва        | Оригінальна назва         | Роль                                  |
| ---- | - | ----------------------- | ------------------------- | ------------------------------------- |
| 1981 | ф | Зловісні мерці          | The Evil Dead             | Шеллі                                 |
| 2001 | с | Клієнт завжди мертвий   | Six Feet Under            | жінка в рекламі похоронного катафалка |
| 2013 | ф | Оз: Великий та Могутній | Oz the Great and Powerful | мешканка Кводлінга                    |
| 2016 | ф | Американська байка      | American Fable            | Анна Вінтерс                          |